# Província d'Adana
La província d'Adana (de 1935 a 1963 província de Seyhan) és una província de Turquia situada a la Regió de la Mediterrània. La seu administrativa de la província és la ciutat d'Adana, on viuen el 78% dels residents de la província. La província, geogràficament i també en l'aspecte econòmic, forma part de la regió de Çukurova (antiga Cilícia), juntament amb les províncies de Mersin, Osmaniye i Hatay.

## Geografia
La província d'Adana té una superfície de 14.030 km². La part sud de la província és una regió de planures, mentre que la nord està formada per muntanyes. Les províncies adjacents són Mersin a l'oest, Hatay al sud-est, Osmaniye a l'est, Kahramanmaraş al nord-est, Kayseri, al nord, i Niğde cap al nord-oest.

## Districtes
| - Aladağ - Ceyhan - Çukurova - Feke - İmamoğlu - Karaisalı - Karataş - Kozan | - Pozantı - Saimbeyli - Sarıçam - Seyhan - Tufanbeyli - Yumurtalık - Yüreğir |

D'aquests, Çukurova, Karaisalı, Sarıçam, Seyhan i Yüreğir formen part de l'àrea metropolitana (turc: Büyükşehir Belediyesi) d'Adana.
A la província hi ha la Base aèria d'İncirlik de l'OTAN.

## Personalitats conegudes
- Yaşar Kemal, Escriptor
- Hasan Gökhan Şaş, Futbolista